# Kubung
Kubung é uma vila localizada no distrito Kweneng em Botswana. Possuía, em 2011, uma população estimada de 881 habitantes.